# Список найвідвідуваніших художніх музеїв світу
Список найвідвідуваніших художніх музеїв світу (2020) перераховує ті сто музеїв, що користуються найбільшим інтересом серед відвідувачів музеїв і галерей, експозиції яких, головним чином складаються з творів художнього мистецтва. Під художнім мистецтвом розуміються скульптура, живопис, графіка, фотомистецтво і декоративно-прикладне мистецтво. Основним джерелом є щорічне дослідження The Art Newspaper щодо кількості відвідувачів великих художніх музеїв у 2020 році, опубліковане 30 березня 2021 року.
Через пандемію COVID-19 перераховані музеї були закриті протягом року на тривалий період часу. Наприклад, Лувр, найкращий музей у списку, був закритий на 150 днів у 2020 році, а відвідуваність Лувру в 2020 році впала на 72% порівняно з 2019 роком. Загалом відвідуваність ста кращих музеїв мистецтва впала на 77% у 2020 році. 
| N.  | Музей                                                        | Місто                  | Країна          | Відвідувачів на рік | Фотографія                                                   |
| --- | ------------------------------------------------------------ | ---------------------- | --------------- | ------------------- | ------------------------------------------------------------ |
| 1   | Лувр                                                         | Париж                  | Франція         | 2,700,000           |                                                              |
| 2   | Національний музей Китаю                                     | Пекін                  | КНР             | 1,600,000           |                                                              |
| 3   | Тейт Модерн                                                  | Лондон                 | Велика Британія | 1,432,941           | Tate Modern, London, England                                 |
| 4   | Музеї Ватикану                                               | Ватикан (Рим)          | Ватикан         | 1,300,000           |                                                              |
| 5   | Британський музей                                            | Лондон                 | Велика Британія | 1,275,466           | The British Museum, London, England                          |
| 6   | Центр мистецтв королеви Софії                                | Мадрид                 | Іспанія         | 1,248,480           | Центр мистецтв королеви Софії, Мадрид, Іспанія               |
| 7   | Державний Російський музей                                   | Санкт-Петербург        | Росія           | 1,203,324           |                                                              |
| 8   | Національна галерея                                          | Лондон                 | Велика Британія | 1,197,143           | The National Gallery, London, England                        |
| 9   | Музей мистецтва Метрополітен                                 | Нью-Йорк               | США             | 1,124,759           |                                                              |
| 10  | Музей сучасного мистецтва                                    | Канадзава              | Японія          | 971,256             | 21st Century Museum of Contemporary Art, Kanazawa, Kanazawa  |
| 11  | Ермітаж                                                      | Санкт-Петербург        | Росія           | 968,604             | State Hermitage Museum, St. Petersburg, Russia               |
| 12  | Національний музей сучасного мистецтва (Центр Жоржа Помпіду) | Париж                  | Франція         | 912,803             | The Centre Pompidou, Paris, France                           |
| 13  | Третьяковська галерея                                        | Москва                 | Росія           | 894,374             |                                                              |
| 14  | Музей Вікторії та Альберта                                   | Лондон                 | Велика Британія | 872,240             | Victoria and Albert Museum, London, England                  |
| 15  | Музей Орсе                                                   | Париж                  | Франція         | 867,724             | Музей Орсе, Париж, Франція                                   |
| 16  | Національний музей Прадо                                     | Мадрид                 | Іспанія         | 852,161             |                                                              |
| 17  | Музей Нової Зеландії Те Папа Тонгарева                       | Веллінгтон             | Нова Зеландія   | 837,664             |                                                              |
| 18  | Культурний центр Банка Бразилії                              | Ріо-де-Жанейро         | Бразилія        | 790,357             |                                                              |
| 19  | Національний центральний музей Кореї                         | Сеул                   | Південна Корея  | 773,621             | National Museum of Korea, Seoul, Korea                       |
| 20  | Національна галерея Сінгапуру                                | Сінгапур               | Сінгапур        | 736,132             |                                                              |
| 21  | Національна галерея мистецтва                                | Вашінгтон              | США             | 730,408             | The National Gallery of Art, Washington, D.C., United States |
| 22  | Музей Фаберже у Санкт-Петербурзі                             | Санкт-Петербург        | Росія           | 728,779             |                                                              |
| 23  | Токійський національний музей                                | Токіо                  | Японія          | 724,762             |                                                              |
| 24  | Сомерсет-хаус                                                | Лондон                 | Велика Британія | 724,310             | Somerset House, London, England                              |
| 25  | Музей сучасного мистецтва                                    | Нью-Йорк               | США             | 706,060             |                                                              |
| 26  | Державний музей Амстердаму                                   | Амстердам              | Нідерланди      | 675,000             | Rijksmuseum Amsterdam, front, detail                         |
| 27  | Галерея Уффіці                                               | Флоренція              | Італія          | 659,000             | Rijksmuseum Amsterdam, front, detail                         |
| 28  | Королівський замок у Варшаві                                 | Варшава                | Польща          | 650,000             |                                                              |
| 29  | Національний палац-музей                                     | Тайбей                 | Тайвань         | 642,163             |                                                              |
| 30  | Національна галерея Вікторії                                 | Мельбурн               | Австралія       | 604,090             |                                                              |
| 31  | Шанхайський музей                                            | Шанхай                 | КНР             | 604,090             |                                                              |
| 32  | Національний музей західноєвропейського мистецтва            | Токіо                  | Японія          | 603,114             |                                                              |
| 33  | Державний музей образотворчих мистецтв імені О. С. Пушкіна   | Москва                 | Росія           | 564,431             |                                                              |
| 34  | Художня галерея Нового Південного Уельсу                     | Сідней                 | Австралія       | 548,190             |                                                              |
| 35  | Гантінгтонська бібліотека                                    | Сан-Марино, Каліфорнія | США             | 547,000             |                                                              |
| 36  | Музей цивілізацій Європи і Середземномор'я                   | Марсель                | Франція         | 527,000             |                                                              |
| 37  | Музей ван Гога                                               | Амстердам              | Нідерланди      | 516,990             |                                                              |
| 38  | Токійський художній музей Метрополітен Арт                   | Токіо                  | Японія          | 510,117             |                                                              |
| 39  | Національний музей сучасного мистецтва                       | Сеул                   | Південна Корея  | 475,091             |                                                              |
| 40  | Музей історії мистецтв                                       | Відень                 | Австрія         | 454,291             |                                                              |
| 41  | Національний музей Шотландії                                 | Едінбург               | Велика Британія | 440,869             |                                                              |
| 42  | АРоС                                                         | Орхус                  | Данія           | 440,869             |                                                              |
| 43  | Музей на набережній Бранлі                                   | Париж                  | Франція         | 438,813             |                                                              |
| 44  | Великий палац                                                | Париж                  | Франція         | 437,786             |                                                              |
| 45  | Національна портретна галерея Австралії                      | Канберра               | Австралія       | 430,932             |                                                              |
| 46  | Московський Кремль                                           | Москва                 | Росія           | 424,922             |                                                              |
| 47  | Національний музей Міриксаджі                                | Іксан                  | Південна Корея  | 417,527             |                                                              |
| 48  | Тель-Авівський музей мистецтв                                | Тель-Авів              | Ізраїль         | 414,151             |                                                              |
| 49  | Національний центр мистецтв                                  | Токіо                  | Японія          | 413,316             |                                                              |
| 50  | Музей Луїзіана                                               | Хумлебек               | Данія           | 402,950             |                                                              |
| 51  | Музей витончених мистецтв                                    | Х'юстон                | США             | 401,935             |                                                              |
| 52  | Тейт Британія                                                | Лондон                 | Велика Британія | 391,599             |                                                              |
| 53  | Палаццо Реале                                                | Мілан                  | Італія          | 390,716             |                                                              |
| 54  | Королівська академія мистецтв                                | Лондон                 | Велика Британія | 385,775)            |                                                              |
| 55  | Центр сучасного мистецтва UCCA                               | Пекін                  | КНР             | 385,295             |                                                              |
| 56  | Музей сучасного мистецтва Австралії                          | Сідней                 | Австралія       | 367,849             |                                                              |
| 57  | Чиказький художній інститут                                  | Чикаго                 | США             | 365,660             |                                                              |
| 58  | Національний музей Кьонджу                                   | Кьонджу                | Південна Корея  | 365,294             |                                                              |
| 59  | Альбертіна                                                   | Відень                 | Австрія         | 360,073             |                                                              |
| 60  | Галерея Саатчі                                               | Лондон                 | Велика Британія | 354,787             |                                                              |
| 61  | Музей американського мистецтва Crystal Bridges               | Бентонвіль, Арканзас   | США             | 353,123             |                                                              |
| 62  | Музей Тіссен-Борнеміса                                       | Мадрид                 | Іспанія         | 341,008             |                                                              |
| 63  | Художня галерея Південної Австралії                          | Аделаїда               | Австралія       | 330,249             |                                                              |
| 64  | Галерея сучасного мистецтва                                  | Брисбен                | Австрія         | 330,031             |                                                              |
| 65  | Лувр Абу-Дабі                                                | Абу-Дабі               | ОАЕ             | 324,718             |                                                              |
| 66  | Новий музей акрополя                                         | Афіни                  | Греція          | 324,633             |                                                              |
| 67  | Соумайя                                                      | Мехіко                 | Мексика         | 321,803             |                                                              |
| 68  | Національна портретна галерея США                            | Вашингтон              | США             | 321,286             |                                                              |
| 69  | Смітсонівський музей американського мистецтва                | Вашингтон              | США             | 321,286             |                                                              |
| 70  | Галерея Академії                                             | Флоренція              | Італія          | 319,453             |                                                              |
| 71  | Штедель                                                      | Франкфурт              | Німеччина       | 318,792             |                                                              |
| 72  | Музей сучасного мистецтва Берардо                            | Лісабон                | Португалія      | 371,028             |                                                              |
| 73  | Музей Соломона Гуггенгайма в Більбао                         | Більбао                | Іспанія         | 315,908             |                                                              |
| 74  | Національний музей Кракова                                   | Краків                 | Польща          | 311,362             |                                                              |
| 75  | Інститут Томі Отаке                                          | Сан-Паулу              | Бразилія        | 309,760             |                                                              |
| 76  | Національна портретна галерея                                | Лондон                 | Велика Британія | 309,402             |                                                              |
| 77  | Національна галерея Шотландії                                | Едінбург               | Велика Британія | 304,560             |                                                              |
| 78  | Національна галерея Австралії                                | Канберра               | Австралія       | 302,592             |                                                              |
| 79  | Монреальський музей красних мистецтв                         | Монреаль               | Канада          | 301,474             |                                                              |
| 80  | Німецький історичний музей                                   | Берлін                 | Німеччина       | 299,002             |                                                              |
| 81  | Музей сучасного мистецтва «Гараж»                            | Москва                 | Росія           | 291,794             |                                                              |
| 82  | Музей фонду Бейєлер                                          | Базель                 | Швейцарія       | 291,604             |                                                              |
| 83  | Державний музей мистецтв                                     | Копенгаген             | Данія           | 285,901             |                                                              |
| 84  | Культурний центр Банка Бразилії                              | Сан-Паулу              | Бразилія        | 282,998             |                                                              |
| 85  | Національна галерея                                          | Прага                  | Чехія           | 282,562             |                                                              |
| 86  | Імперський воєнний музей                                     | Лондон                 | Велика Британія | 278,797             |                                                              |
| 87  | Національний музей Тегу                                      | Тегу                   | Південна Корея  | 277,887             |                                                              |
| 88  | Музей Стеделек                                               | Амстердам              | Нідерланди      | 277,000             |                                                              |
| 89  | Королівські музеї витончених мистецтв                        | Брюссель               | Бельгія         | 273,571             |                                                              |
| 90  | Австрійська галерея Бельведер                                | Відень                 | Австрія         | 271,621             |                                                              |
| 91  | Всесвітній музей                                             | Ліверпуль              | Велика Британія | 271,058             |                                                              |
| 92  | Художня галерея Квінсленда                                   | Брисбен                | Австралія       | 271,030             |                                                              |
| 93  | Національний музей мистецтв                                  | Осака                  | Японія          | 270,097             |                                                              |
| 94  | Центр Ґетті                                                  | Лос-Анджелес           | США             | 267,035             |                                                              |
| 95  | Художній музей Вірджинії                                     | Ричмонд, Вірджинія     | США             | 260,350             |                                                              |
| 96  | Художня галерея і музей Келвінгроув                          | Глазго                 | Велика Британія | 259,978             |                                                              |
| 97  | Сади та парк скульптур Фредеріка Мейєра                      | Мічиган                | США             | 259,329             |                                                              |
| 98  | Будівля Фонду Луї Віттон                                     | Париж                  | Франція         | 253,409             |                                                              |
| 99  | Художня галерея Крайстчерча                                  | Крайстчерч             | Нова Зеландія   | 253,058             |                                                              |
| 100 | Музей витончених мистецтв                                    | Бостон                 | США             | 249,881             |                                                              |